# Superheroes
«Superheroes» (с англ. — «Супергерои») — песня ирландской поп-рок-группы The Script, ставшая первым синглом с их четвёртого студийного альбома 2014 года No Sound Without Silence. Авторами песни стали Дэнни О’Донохью, Марк Шихан и Джеймс Барри.

## Информация о песне

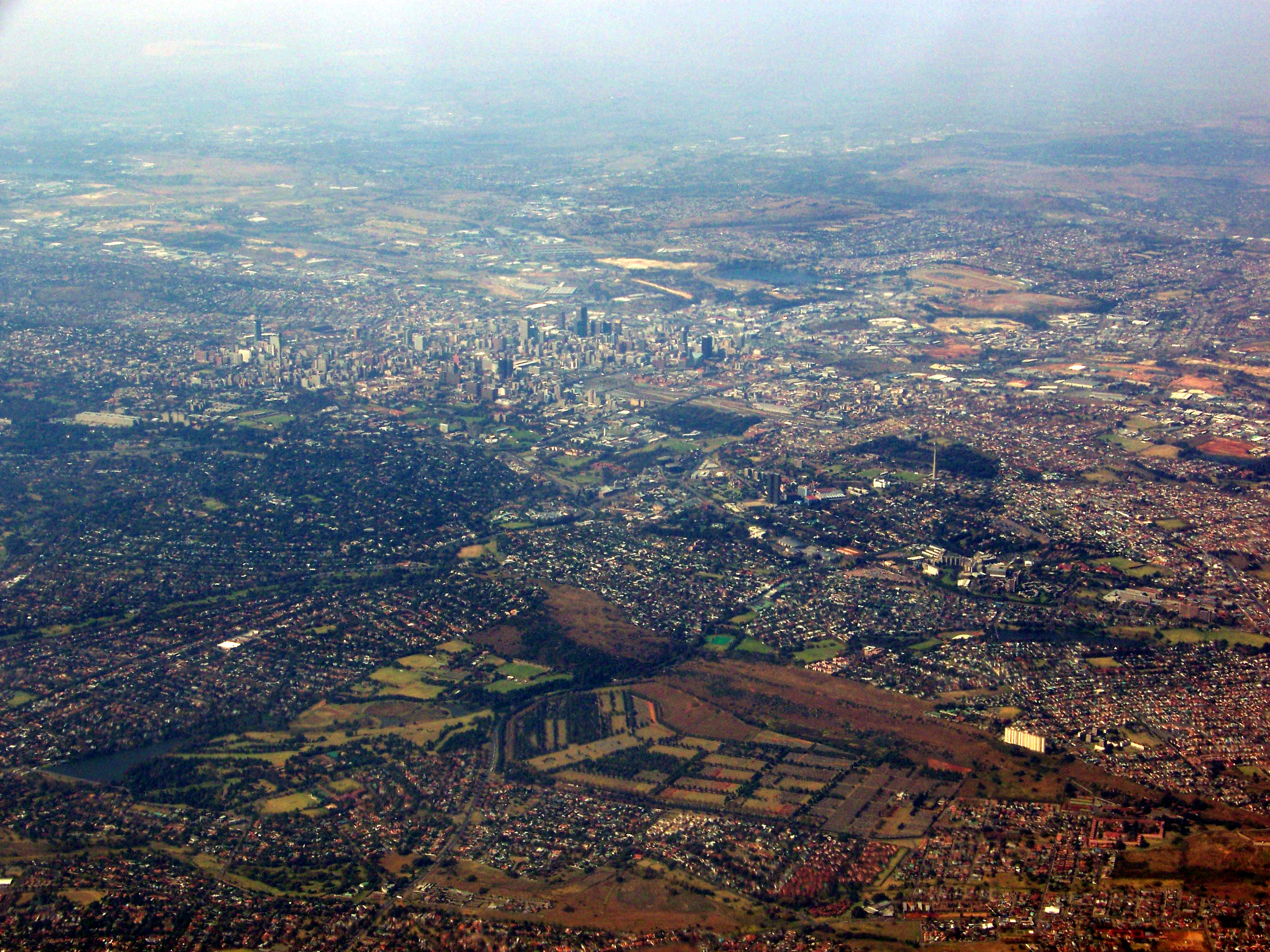
Видеоклип «Superheroes» был снят в Йоханнесбурге, который сам по себе вдохновлял группу при написании песни.

По словам фронтмена группы, Дэнни О’Донохью, песня «Superheroes» посвящена «неприметным героям мира»; она обращена к людям, которые «проходят через тяжелейшие времена, но при этом способны не опускать голову». «Superheroes» стала первой песней, записанной для нового альбома The Script.
Отрывок из «Superheroes» прозвучал во время концертной сессии для Google Hangouts 18 июля 2014 года вместе с отрывками из других композиций с альбома. Премьера полной песни состоялась 21 июля в эфире радио BBC Radio 1 во время The Radio 1 Breakfast Show. 22 июля в продажу появился сингл «Superheroes»; в США трек изначально был направлен для радиоротации.
Видеоклип, режиссёром которого стал Вон Арнелл, вышел 4 августа 2014 года. Видео было снято в столице ЮАР Йоханнесбурге. В интервью Дэнни О’Донохью заявил, что видеоряд был вдохновлён самой песней и жителями города, которые и «являются нашими супергероями».

## Критика
Музыкальные критики, в основном, положительно оценили композицию «Superheroes». Издание USA Today назвало трек «песней недели»; в рецензии говорилось, что «The Script продолжают показывать свою величайшую мощь: создание поп-музыки с сердцем и силой». В рецензии от сайта Idolator «Superheroes» характеризуется как «ультра-цепляющая» мелодия. Сайт Direct Lyrics назвал песню «эпической во всех смыслах». Позитивные отзывы оставили радиостанция Capital и 4Music.

## Список композиций
| №  | Название      | Автор(ы)                                    | Продюсер(ы)                                 | Длительность |
| -- | ------------- | ------------------------------------------- | ------------------------------------------- | ------------ |
| 1. | «Superheroes» | James Barry, Danny O’Donoghue, Mark Sheehan | Barry, O’Donoghue, Andrew Frampton, Sheehan | 4:03         |

## Чарты и сертификации
| Чарт (2014)                                | Наивысшая позиция |
| ------------------------------------------ | ----------------- |
| Австралия (ARIA)                           | 7                 |
| Австрия (Ö3 Austria Top 40)                | 10                |
| Бельгия/Фландрия (Ultratip Bubbling Under) | 2                 |
| Бельгия/Валлония (Ultratip Bubbling Under) | 5                 |
| Чехия (Singles Digitál Top 100)            | 11                |
| Дания (Tracklisten)                        | 18                |
| Финляндия (Suomen virallinen lista)        | 20                |
| Франция (SNEP)                             | 184               |
| Венгрия (Rádiós Top 40)                    | 10                |
| Венгрия (Single Top 40)                    | 40                |
| Ирландия (IRMA)                            | 1                 |
| Нидерланды (Dutch Top 40)                  | 4                 |
| Нидерланды (Single Top 100)                | 13                |
| Новая Зеландия (Recorded Music NZ)         | 14                |
| Шотландия (OCC Scotland)                   | 1                 |
| Словакия (Singles Digitál Top 100)         | 31                |
| Испания (PROMUSICAE)                       | 47                |
| EMA                                        | 4                 |
| Швеция (Sverigetopplistan)                 | 18                |
| Швейцария (Schweizer Hitparade)            | 8                 |
| Великобритания (OCC UK Singles)            | 3                 |
| США (Billboard Hot 100)                    | 73                |
| США (Billboard Adult Contemporary)         | 20                |
| США (Billboard Adult Pop Airplay)          | 9                 |

| Регион                                                      | Сертификация | Продажи |
| ----------------------------------------------------------- | ------------ | ------- |
| Австралия (ARIA)                                            | Платиновый   | 70 000^ |
| Италия (FIMI)                                               | Золотой      | 15 000  |
| Великобритания (BPI)                                        | Платиновый   | 600 000 |
| ^ Данные о тиражах приведены только на основе сертификации. |              |         |

## Хронология издания
| Страна         | Дата            | Формат               | Лейбл            |
| -------------- | --------------- | -------------------- | ---------------- |
| Австралия      | 22 июля 2014    | цифровая дистрибуция | Columbia Records |
| Франция        | 22 июля 2014    | цифровая дистрибуция | Columbia Records |
| США            | 28 июля 2014    | цифровая дистрибуция | Columbia Records |
| Ирландия       | 29 августа 2014 | цифровая дистрибуция | Columbia Records |
| Великобритания | 31 августа 2014 | цифровая дистрибуция | Columbia Records |

| Страна | Дата          | Радио                  | Лейбл            |
| ------ | ------------- | ---------------------- | ---------------- |
| США    | 28 июля 2014  | Hot AC radio           | Columbia Records |
| США    | 4 ноября 2014 | Contemporary hit radio | Columbia Records |